# Bonenburgersluis

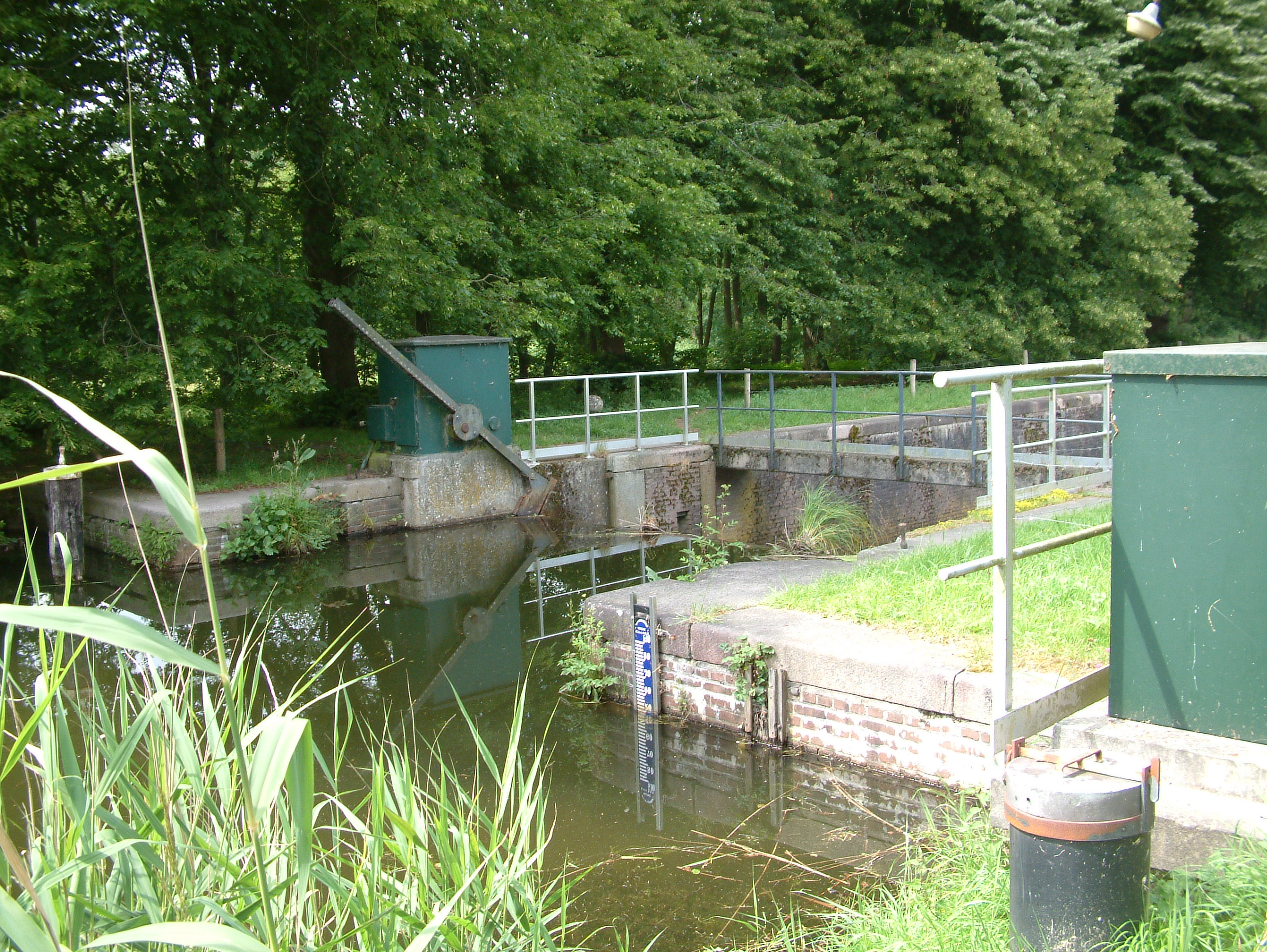
Bonenburgersluis

De Bonenburgersluis is een stuw in het Apeldoorns Kanaal. Het was een schutsluis met puntdeuren. Over de kolk ligt een vaste brug. De vaarweg heeft derhalve nog geen CEMT-klasse. De sluis ligt in de Nederlandse gemeente Heerde.
Het kanaal werd met particulier kapitaal aangelegd vanaf 1825, officieel geopend op 13 april 1829 en kreeg de naam Griftkanaal. De houten sluis was toen 22 m lang en 4,30 m breed, minste drempeldiepte KP -1,42 m. In 1837 nam Rijkswaterstaat het beheer over, in 1843 gevolgd door ook de eigendom van het kanaal. Volgens de statistiek kwamen er in 1851 maar 358 schepen naar Apeldoorn. Daarmee werd goed duidelijk dat het wenselijk was om het kanaal vanaf Apeldoorn door te trekken naar Dieren om er een doorgaande vaarweg van te maken. In 1858 startten daarvoor de werkzaamheden. Het nieuwe pand werd geschikt gemaakt voor schepen met een laadvermogen tot 200 ton en werd officieel geopend op 1 december 1868. Vanaf 1878 werd het gehele kanaal tot begin 30'er jaren van de 20e eeuw in twee fasen opgewaardeerd van schepen van 40 à 50 ton tot de gewenste maat van maximaal 200 ton. De houten sluis werd in 1884 vervangen door een gemetselde sluis van 31,25 m lang en 6,20 m breed. De schutlengte werd 30 m en de wijdte 6 m, de minste drempeldiepte KP -2,15
Na de Tweede Wereldoorlog kon begin 1946 het gehele kanaal weer voor de scheepvaart worden opengesteld. Door de opkomst van de spoorwegen en gemotoriseerd wegverkeer nam het belang van het kanaal echter af. Per 1 januari 1962 werd het noordelijk pand vanaf de Berghuizer Papierfabriek in Wapenveld tot Apeldoorn voor de scheepvaart gesloten. Latere studies toonden aan dat er met een opwaardering van het zuidelijk pand van het kanaal geen voldoende rendement kon worden behaald en per 1 juni 1972 is ook het laatste stuk kanaal, van Dieren tot de Koudhoornse Sluis, buiten gebruik gesteld. Daarna volgde de ombouw van de sluis tot stuw.
In 1997 droeg Rijkswaterstaat het kanaal met toebehoren over aan het waterschap Veluwe. Een commissie stelde in 2001 een toekomstvisie op voor het verwaarloosde kanaal, waarin restauratie en het opnieuw bevaarbaar maken van het kanaal werd aanbevolen.
Op 29 april 2008 heeft het college van de gemeente Heerde de Bonenburgersluis, inclusief zeven lindebomen op de westelijke oever, op de gemeentelijke monumentenlijst geplaatst. Het Waterschap Veluwe renoveert de sluis in 2013.